# Tajima Rimac E-Runner Concept One
El Tajima Rimac E-Runner Concept_One es un automóvil de competición eléctrico fabricado por la empresa croata Rimac Automobili y por la japonesa Tajima Motor. Fue el vehículo que pilotó Nobuhiro Tajima para la sesión de Pikes Peak de 2015 y de 2016. 

## Vista general
El E-Runner Concept_One es un coche de carreras de montaña del tipo monoplaza. Ha sido diseñado por el equipo de diseño de Rimac y por Nobuhiro Tajima.
Rimac empezó a crear el diseño de las baterías, el sistema de propulsión y la electrónica de potencia a principios de 2015, mientras que Tajima Motor construyó el chasis y la carrocería en su factoría de Fukuroi. Todas las piezas se ensamblaron en la sede de Rimac en Zagreb. En mayo de 2015 fue presentado.
Fue usado por el piloto profesional Nobuhiro “Monster” Tajima en la competición Pikes Peak de 2015 y 2016.

## Diseño
El E-Runner Concept_One tiene una masa de 1500 kg. Su cuerpo es de fibra de carbono y el chasis tubular es de aluminio.
Equipa una planta motriz de cuatro motores, dos delanteros y dos traseros que producen 1100 kW de potencia total (1475 HP), por lo que su relación de peso-potencia es de 1.017 kg/hp. Su par motor es de 1500 N·m. Todo el sistema está refrigerado por una mezcla compuesta por agua y glicol.
Los motores forman dos conjuntos de dos motores simétricos cada uno, cada motor está conectado a cada rueda de forma independiente por medio de una transmisión por cadena de una sola velocidad. Esta configuración permite que el E-Runner posea el sistema Wheel Torque Vectoring System (R-AWTV), que distribuye la potencia a cada rueda individualmente para que el control del vehículo se adapte a las condiciones de conducción. 
El sistema de almacenamiento es mediante paquete de baterías del tipo LiNiMnCoO2 cuya capacidad total es de 57 kWh y están refrigeradas por líquido.
Los frenos son de disco cerámicos ventilados de 370 mm de radio. El freno regenerativo tiene una regeneración máxima de 400 kW.

## Prestaciones
El E-Runner Concept_One acelera de 0 a 100 km/h en 2,2 segundos y de 0 a 200 km/h en 5,4 segundos. Su velocidad máxima está limitada electrónicamente a 270 km/h, suficientes para la prueba.

## Sonido
Al igual que el Concept_One, el conjunto propulsor del E-Runner emite un característico silbido que se asemeja al sonido que produce un motor turbofán de un avión comercial.